# Buick Limited
Buick Eight 39-90 Limited — легковой автомобиль выпускавшийся отделением Buick американской компании  General Motors в 1939—1940.

## Предыстория
В начале 30-х годов прошлого века в модельном ряду Buick произошли большие перемены. На ряде моделей начали устанавливать 8-цилиндровые двигатели.
В 1936 году, Buick выпустил первую линию автомобилей, которые технически превосходили своих предшественников. Модель имела улучшенную переднюю подвеску, гидравлическую тормозную систему, для изготовления двигателя начали использовать новые материалы, которые способствовали его лучшему охлаждению.
Автомобили Buick Limited Series 90 стали самыми дорогими в производстве среди моделей Buick, их продолжали делать на длинной колесной базе. Начиная с этого года каждая серия машин Buick в дополнение к номерному обозначению получила еще и собственное имя. Серий насчитывалось четыре: 40 Special, 60 Century, 80 Roadmaster и 90 Limited.
На Buick ездили, в основном, обеспеченные представители среднего класса, люди, которые вполне могли бы позволить себе купить не очень дорогой Cadillac, но были слишком скромны для этого.
Buick Limited составил конкуренцию автомобилям нижнего ценового ряда фирмы Cadillac. Стоимость Buick Limited была в четыре раза меньше автомобилей Cadillac. В связи с этим руководство Cadillac всячески стремилось к снятию с производства модели Limited. В свою очередь руководство Buick заявило, что Buick Limited не может составить конкуренцию моделям Cadillac т.к. выпускается в ограниченном количестве, в среднем 1561 автомобиль в год и это капля в море, по сравнению с производством автомобилей Cadillac.

## История
Автомобиль родился в 1939 году, в роду концерна General Motors, семействе Buick. Под заостренным капотом, украшенным двумя «запасками» в металлических чехлах по бокам, скрывался рядный 8-цилиндровый 141-сильный нижнеклапанный мотор объемом 5250 см куб. В 1939 году роскошный лимузин Buick 39-90 Limited стоил 2453 доллара. Всего было выпущено 543 таких автомобилей.

## Галерея

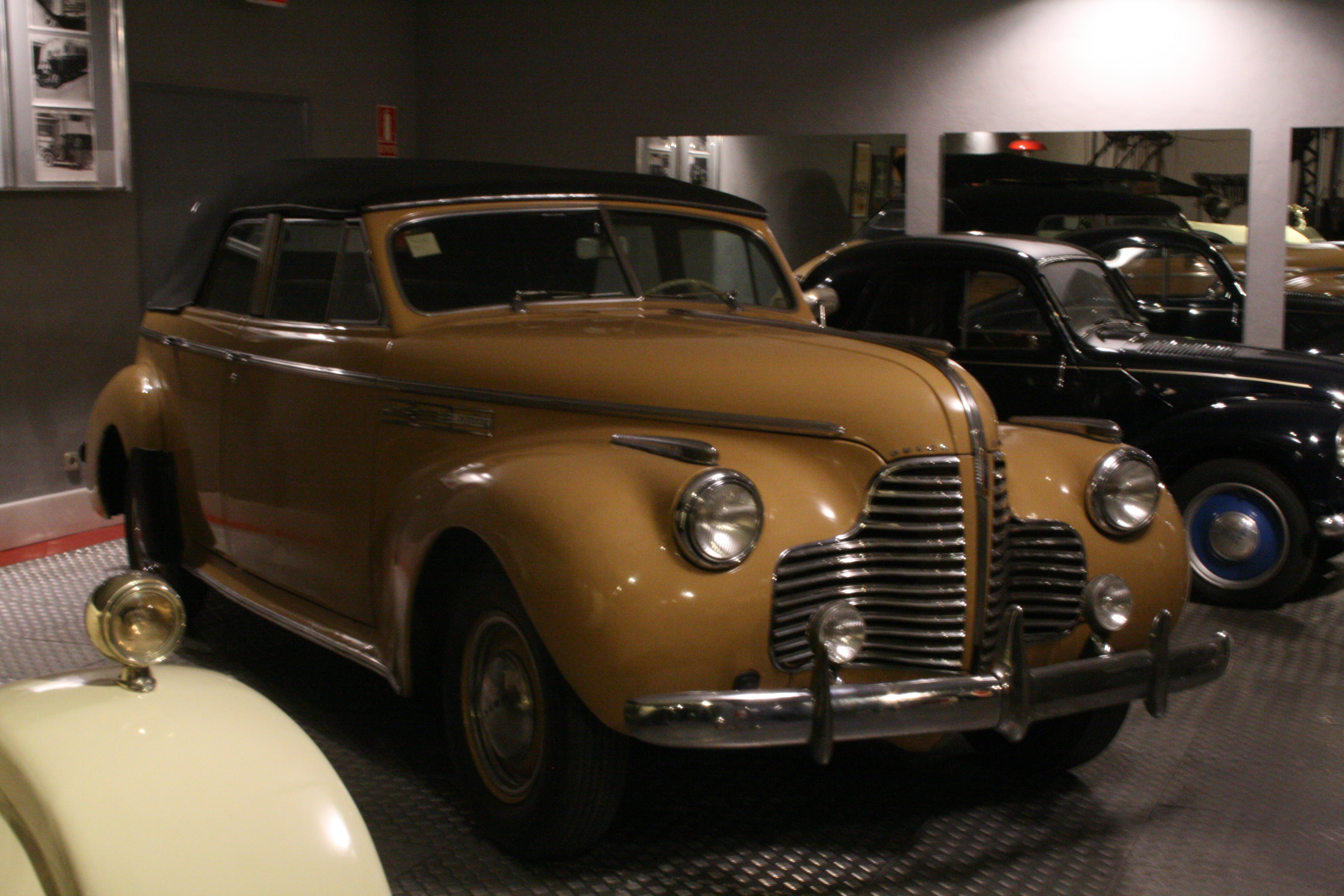
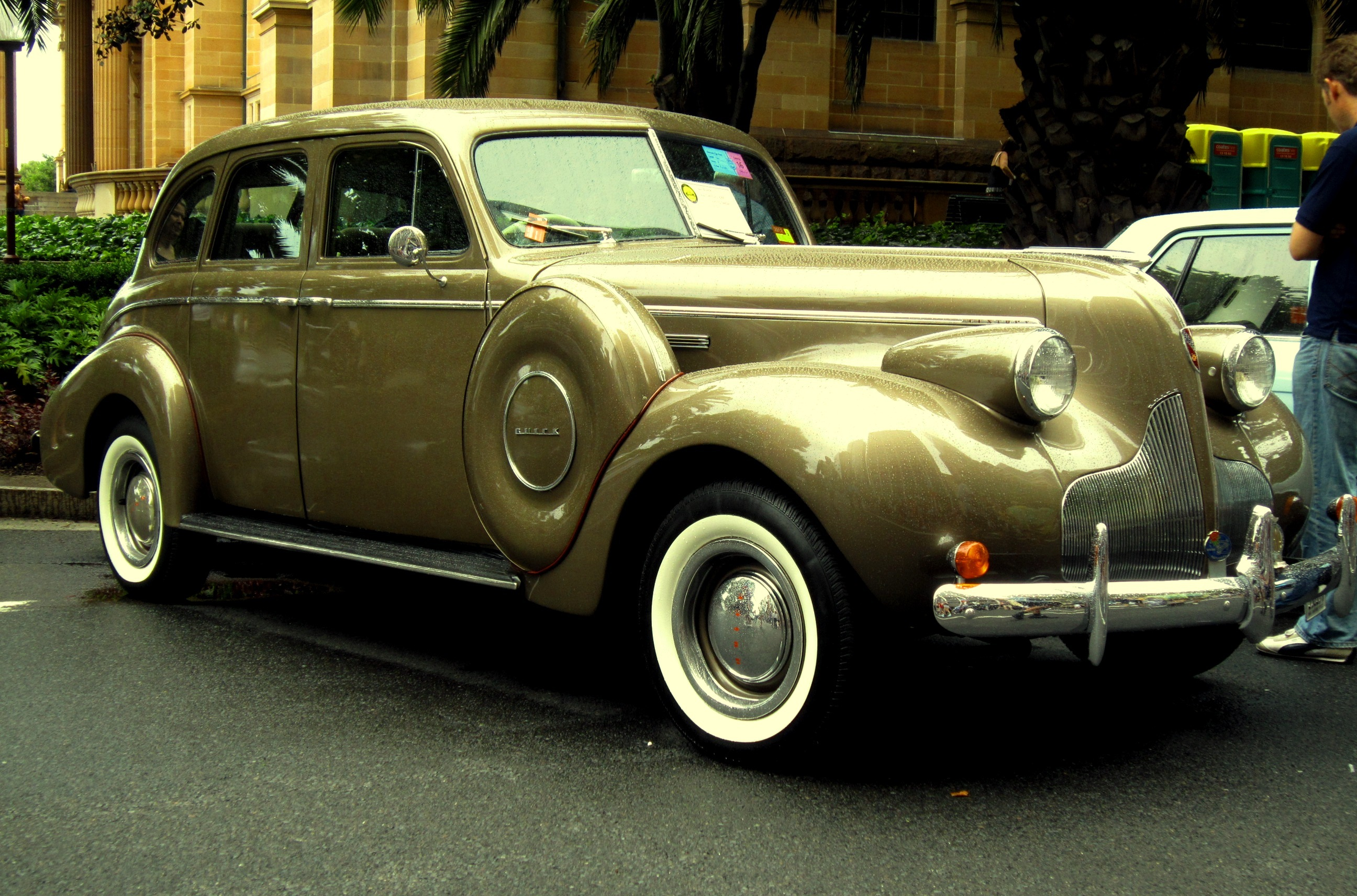
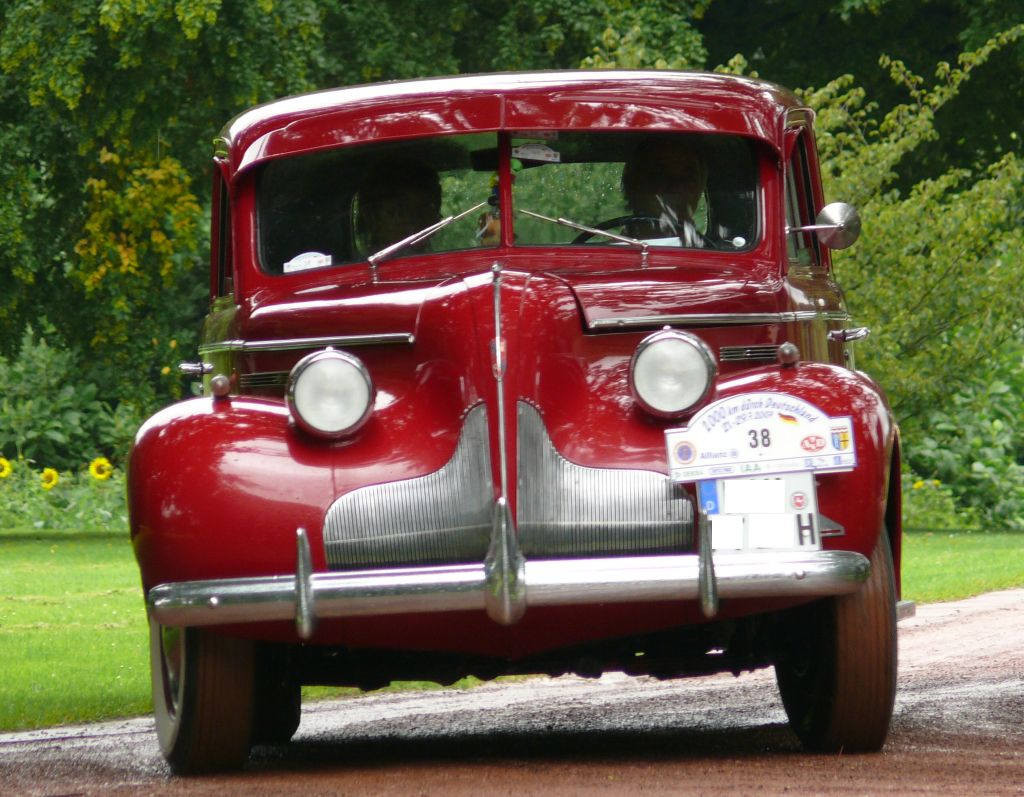
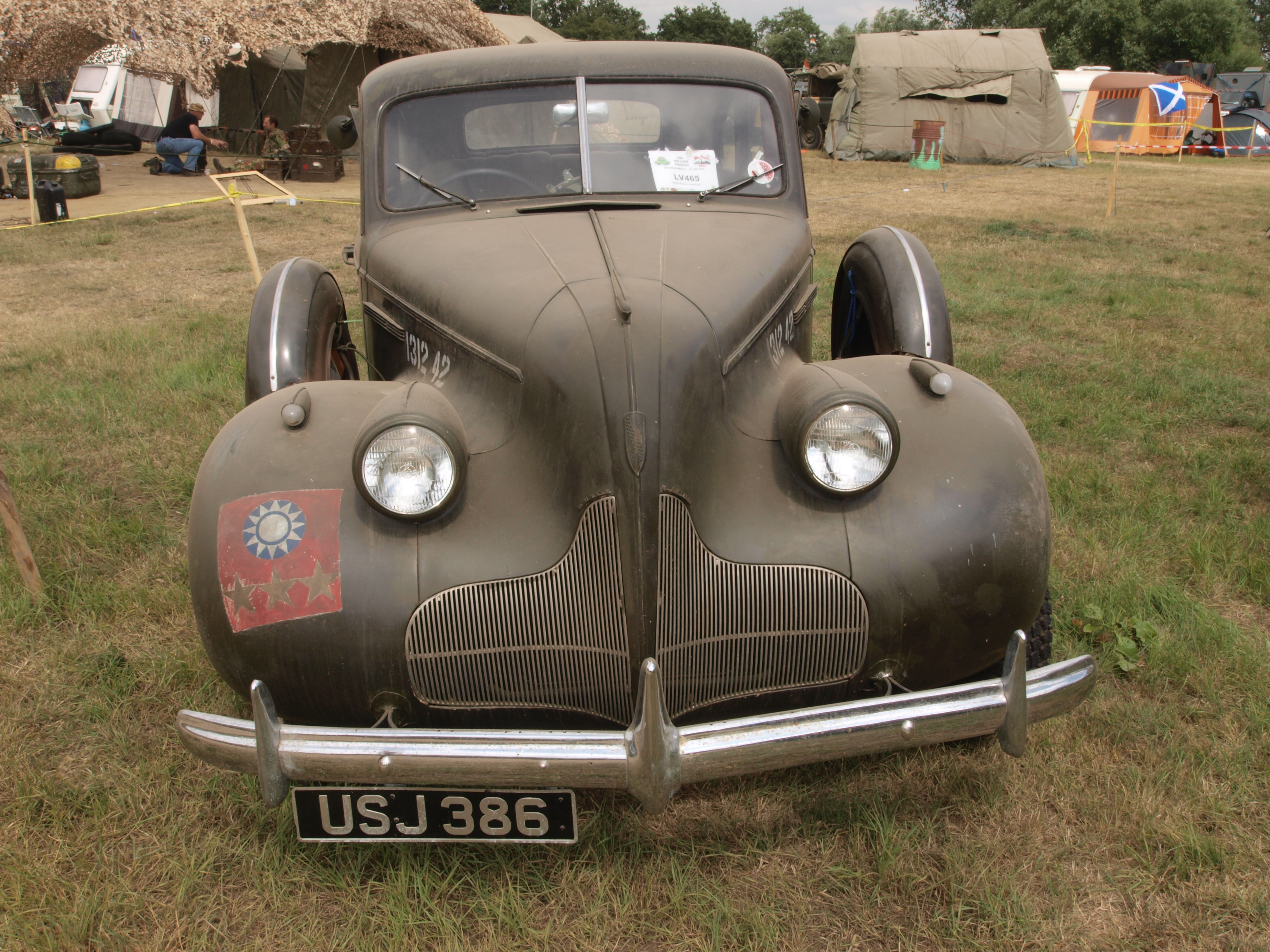